# Dyckia leptostachya
Dyckia leptostachya là một loài thực vật có hoa trong họ Bromeliaceae. Loài này được Baker mô tả khoa học đầu tiên năm 1884.